# Хуго Ландсбергер
Хуго Ландсбергер (на немски: Hugo Landsberger) е немски писател на съвременна и криминална литература. Пише под псевдонима Ханс Ланд (на немски: Hans Land).

## Биография и творчество
Хуго Ландсбергер е роден на 25 август 1861 г. в Берлин, Германия. Син на немския евреин равина Юлиус Ландсбергер и Агнес Херцберг. Има по-малък брат. Завършва гимназия „Йоахим Щалер“ в Берлин. Баща му е искал да го направи търговец, но вместо това той учи литература и история, първо в Университета в Лайпциг, а след това в Берлин.
Като студент в Берлин установява контакти с работнически асоциации, което довежда до изключването му от университета. Започва да пише за различни социалистически издания, както и художествени романи. Присъединява се към натуралистичните литературни движения, като кръгът „Friedrichshagener“. Става близък приятел с писателя Йозеф Кайнц.
От 1898 г. до 1901 г. Ландсбергер започва издаването на самостоятелен седмичник за политика, наука и изкуство с показателното заглавие „Нов век“. През 1901 г. се жени за берлинската актриса Лола Рамо.
От 1905 г. работи като редактор в издателство „Рекламс Универсум“. От 1909 г. до 1911 г. заема различни длъжности в изпълнителната власт. По същото време е бил член на съвета на „Neue Freie Volksbühne“. От 1912 г. започва да работи за киното, като пише сценарии и дори участва като актьор във филми.
След идването на Хитлер на власт взема дейно отношение по различни обществено-социални въпроси, за което е преследван от фашистите.
Първите романи, с които през 1898 г. Ландсбергер се изявява за първи път като писател са „Die am Wege sterben“ (Умиращи край пътя) и „Stiefkinder der Gesellschaft“ (Сираци на обществото). Издава ги под псевдонима Ханс Ланд. Произведението, което го налага като писател през 1891 г. е романът „Der neue Gott“ (Новият Бог). В този роман, както и в написаната съвместно с Феликс Холандер драма „Die heilige Ehe“ (Светият брак), Ландсбергер се опитва в нравствен план да мотивира сближаването на синовете на висшата класа с низините.
Определян е от критиците като представител на буржоазно-индивидуалистичния бунт в немската псевдосоциална проза, един от представителите на натурализма. По правило произведенията му имат силен социален привкус, изследват градуса на чувствата, семейството, зова на кръвта, влиянието на традицията и средата. На тази широка основа развиват конфликтите и вътрешните драми на неговите герои.
Хуго Ландсбергер не е популярен писател. Може да се каже, че единствената му книга издадена в България е „Да отгледаш престъпление“. Тя за първи път е издадена през 1919 г. като „Мисията на Фридрих Вердера“. През 1935 г. е издаден романът „Артур Ипхаф“ като приложение към списание „Домакиня и майка“.
Следите на Хуго Ландсбергер се губят през 1935 г. в Берлин. Предполага се, че умира през същата година. Води се „безследно изчезнал“ при погрома на нацистите срещу евреите.

## Произведения

### Филмография

#### Като автор
- 1913 Stürme (по романа)
- 1915 Arthur Imhoff (по романа)
- 1916 Friedrich Werders Sendung (по романа)
- 1917 Die Richterin
- 1917 Der Richter (по романа / сценарий)
- 1917 Königliche Bettler (сценарий)
- 1919 Stürme – Ein Mädchenschicksal (по романа)
- 1919 Staatsanwalt Jordan (по романа)
- 1921 Alfred von Ingelheims Lebensdrama (по романа)
- 1922 Die Kleine vom Film (по романа / сценарий)
- 1922 Das Mädchen aus dem goldenen Westen (по романа)
- 1925 Der Liebeskäfig
- 1926 Wenn das Herz der Jugend spricht (по романа)
- 1926 Staatsanwalt Jordan (по романа)
- 1927 Die Hochstaplerin (по романа)

#### Като актьор
- 1922 Schamlose Seelen oder Ein Mädchenhandel
- 1922 Die Kleine vom Film
- 1922 Das Mädchen aus dem goldenen Westen – като нотариус
- 1924 Mother and Child – като пастор